# 중봉로 (옥천군)
중봉로(Jungbong-ro)는 충청북도 옥천군 안남면에 있는 도로로, 총 연장은 5.811 km이다. 또한 도로명은 중봉 조헌선생의 묘소와 표충사가 있는 길임을 반영된 것에서 유래하였다.

## 노선 정보
- 총 연장 : 5.811 km
- 기점 : 충청북도 옥천군 안남면 청정리 산37-2도 (안남로와 교차)
- 종점 : 충청북도 옥천군 안남면 연주리 54-5도 (안남로와 교차)

## 지리
- 통과하는 지자체 : 옥천군 안남면 (청정리 - 도농리 - 도덕리 - 청정리 - 연주리)
- 통과하는 도로 : 안남로 (지방도 제575호선)
- 주변에 있는 시설 : 샬롬교회 샬롬수련장 (운동장 포함)
- 하천 : 안남천
- 저수지 : 농암저수지

## 관련 사항
- 중봉 조헌선생과 관련이 깊은 도로들 중의 하나로, 인천광역시에 있는 중봉대로나 경기도 김포시에 있는 동명의 도로와 비슷하게 유래한 도로이기도 하다.
- 도로의 선형이 진천군의 죽현길과 비슷하게 C자형 구조를 이루고 있지만, 죽현길과는 다르게 역 ㄷ자형을 이룬다.